# Feldzüge in Somaliland
Die britische Kolonialregierung führte ab 1902 fünf Feldzüge in Somaliland gegen die Kämpfer des Haji Mohammed Abdullah Hassan (1856–1920), in zeitgenössischer Propaganda als Mad Mullah, heute üblicherweise als Warrior Mullah bezeichnet. In Somalia wird er als der Sayyid bezeichnet. Die Kämpfer nutzen als Guerillakämpfer die Vorteile, die ihnen das Gelände und die schlechte Wegbarkeit bot, optimal aus, um in ihrem religiös begründeten Fanatismus die Besatzer aus ihrer Heimat zu vertreiben.

## Ursprung
Die Kolonie Britisch-Somaliland wurde hauptsächlich zur Sicherung des Seewegs nach Suez erworben. Die Südgrenze wurde im anglo-abessinischen Abkommen von 1897 festgelegt. 1898 ging die Verwaltung von der indischen Kolonialregierung auf das Foreign Office über. Die gesamte männliche Bevölkerung des Territoriums wurde zur Jahrhundertwende auf 90.000 geschätzt.
Die Kolonialverwaltung erfuhr erstmals 1899 vom Mullah, der zum heiligen Krieg gegen die Fremden aufrief und im Landesinneren mit seinen Mannen Überfälle auf mit den Briten befreundete Stämme durchführte. Er wurde zum outlaw erklärt. Vor seiner bevorstehenden Verhaftung in seinem Hauptquartier in den Golis-Bergen, etwa 40 km südlich von Berbera, wurde er gewarnt und entkam in die Haud-Region. Unterstützung erhielt er anfangs hauptsächlich von seinem eigenen Stamm, den Dolbohanta.

## Erster Feldzug 1901
Unter dem Kommando von Oberstleutnant E. J. E. Swayne wurden unter den den Kolonialherren freundlich gesinnten Stämmen Truppen ausgehoben. Bis Februar 1901 entstand ein Kamelkorps mit 100 Mann, dazu 954 Infanteristen und 160 Berittene mit Ponys. Ausgebildet wurden sie von 50 Soldaten aus dem Punjab, kommandiert von 20 Europäern.
Am 2. und 3. Juni griffen etwa 5000 Anhänger des Mullah – „Derwische“ genannt – einen Posten in Samala an. Die britischen Verteidiger konnten den Angriff bei neun Gefallenen zurückschlagen. Die Somali sollen mehrere hundert Tote zu beklagen gehabt haben.
Ein Gegenangriff erfolgte am 17. Juli bei Ferdiddin direkt an der Grenze zu Italienisch-Somaliland. Auf britischer Seite waren 75 Berittene und 500 einheimische Infanteristen beteiligt. Der Mullah zog sich auf sicheres italienisches Territorium zurück.

## Zweiter Feldzug 1902
Bis zum Mai hatte der Mullah geschätzte 12.000–15.000 Kämpfer versammelt, von denen etwa 600 über Gewehre verfügten. Auch die britische Seite unter Swayne, der inzwischen zum Commissioner des Territoriums ernannt worden war, hatte sich auf 2400 Mann verstärkt. Die zusätzlichen Truppen waren meist Inder, die am Buren-Krieg teilgenommen hatten, und zentralafrikanische King’s African Rifles (KAR).
Im September führte Swayne eine Truppe mit 1.500 Mann und 4.000 Transportkamelen das Flussbett des Nugaal hinauf, auf die Oase Mudug zu. Am 5. Oktober wurde die Kolonne nahe Erigo aus dem Hinterhalt überfallen. Die Derwische, die etwa 1.400 Mann Verluste hatten, wurden zum Preis von über 100 Toten auf britischer Seite zurückgeschlagen. Ein Maschinengewehr, das im Busch verlorenging wurde 1920 wiedergefunden. Captain Alexander S. Cobbe erhielt für Tapferkeit das Victoria-Kreuz. Wegen der schlechten Moral seiner somalischen Truppe zog Swayne nach Bohotle ab, die Anhänger des Mullahs wichen wieder auf italienisches Gebiet aus.

## Dritter Feldzug 1902/1903
Die dritte Kampagne war als Angriff von drei Seiten aus geplant. Zunächst sollten unter Brigadier Manning 2.300 Mann vom Hafen Obbia (heute Hobyo) in Italienisch-Somaliland, wo sie am 3. Januar 1903 gelandet waren, nordwärts vorrücken. In Bohotle befanden sich 1745 Mann. Den Fluchtweg nach Westen sollten etwa 5.000 Abessinier unter Fitawari Gabri abschneiden. Neu war die Verwendung einer eigenen Telegrafen-Abteilung. Die 45 Mann mit 33 Einheimischen und 26 Kameltreibern verlegten in der kurzen Zeit des Feldzugs 700 km Telegrafenleitung an Masten und 810 km am Boden, wobei das wichtigste Projekt der Telegraf zwischen Bohotle und Berbera war.
Teil der „britischen“ Truppen war auch das im Januar 1903 aufgestellte Somaliland Burgher Corps aus Buren. Es wurde von Captain Bonham kommandiert und hatte sechs Offiziere und 102 Mann.
Die beiden britischen Kolonnen trafen erst am 31. März zusammen. Der Mullah hatte sich über Galadi (Geladi) in die Ogaden-Wüste zurückgezogen, wohin er von einer flying column (knapp 1000 Mann) verfolgt wurde. Oberstleutnant Cobbe wurde in Richtung Wardair (Warder) des vermutlichen Aufenthaltsorts des Mullahs gesandt. Nahe Gumburu etwa halbwegs zwischen Galadi und Wardair, wurden sie im Busch von schätzungsweise 4.000 berittenen und 10.000 mit Speeren bewaffneten fanatischen Mullah-Anhängern überrascht. Als den Briten die Munition auszugehen begann, starteten sie einen aussichtslosen Bajonettangriff. 47 Überlebende, davon 6 unverletzt, konnten sich in ein rückwärtiges britisches Lager retten. Von den Angreifern sollen etwa 2.000 gefallen sein. Am 22. April kam es noch zu einem Scharmützel bei Daratoleh, bei dem etliche Derwische britische Ausrüstungsgegenstände trugen. Manning zog sich daraufhin zurück, hinterließ jedoch Garnisonen an den Oasen. Zwischenzeitlich hatten die abessinischen Truppen zweimal, am 4. April und 30. Mai, unentschiedene Kämpfe mit den Derwischen ausgetragen. Während eines Sturmes umgingen die Kämpfer des Mullahs die britischen Garnisonen und zogen in das Tal des Nugaal, wieder in britisches Gebiet, woraufhin die Abessinier von ihnen abließen.

## Vierter Feldzug 1903/1904
Das Londoner War Office erkannte die Bedrohlichkeit der Situation und sandte weitere Verstärkungen aus Südafrika. Im Dezember war man in der Lage, zwei Infanteriebrigaden, ein Kamelkorps und irreguläre berittene Truppen (illalos), insgesamt 8.000 Mann mit 10.000 Transportkamelen, in Richtung des neuen Hauptquartiers des Mullah in Jidbali (etwa 80 km östlich von Eil Dab) in Bewegung setzen. Das Kommando führte Generalmajor Sir Charles Egerton.
In einer Senke bei Jidbali hatten etwa 8.000 Derwische, in Abwesenheit des Mullahs, in einem 4 km großen Halbkreis Aufstellung genommen. Die disziplinierten KAR und indischen Truppen (122. Rajputana Infantry u. a.) schlugen den Angriff in knapp zwei Stunden zurück. Ihnen fielen 200 Gefangene und etwa 400 Gewehre in die Hände. Die Derwische hatten circa 1.000 Tote, der Rest floh. Mit der verbliebenen Truppe zog sich der Mullah über den Anane-Pass und Jidali in den Nordosten des Protektorats und von dort auf italienisches Territorium zurück.
Er begab sich nun zur Hafenstadt Illig (Eyl), die landseitig gut zu verteidigen war und bereits 700 seiner Leute beherbergte. Die Briten entschlossen sich zu einem Landungsunternehmen am 21. April 1904 mit drei Schiffen unter Konteradmiral G. L. Atkinson-Wiles. Die etwa 500 gelandeten Seeleute und Royal Marines rückten auf einer 1,2 km breiten Front von Süden her auf Illig vor. Die Derwische wurden schnell in die Flucht geschlagen. Sie ließen 58 Tote und 27 Gewehre zurück. Die nächsten Tage wurden die Höhlen entlang der Küste von den Verbliebenen „gesäubert.“ Daran waren auch inzwischen eingetroffene italienische Seeleute beteiligt.
Der Mullah richtete sich ab Ende April 1904 in den Bergen bei Gerrowei ein. Egerton zog am 2. Mai seine Truppen zurück. Die italienische Verwaltung schloss am 5. März 1905 ein Abkommen, das dem Mullah im Landesinneren seinen eigenen Machtbereich zusicherte, in dem er in den nächsten Jahren erneut eine bewaffnete Anhängerschaft von etwa 6.000 Mann mobilisieren konnte.
Der Sayyid begann ab 1909 wieder, britisches Gebiet zu überfallen. 1912 wurde erneut ein Kamelkorps unter Richard Corfield aufgestellt, das im August 1913 bei Dolmadoba eine schwere Niederlage erlitt. In ihrer Festung Shimber Beris wurden die Derwische am 23. November 1914 und erneut im Februar 1915 geschlagen (sie hatten das Fort nach britischem Abzug wieder besetzt). Während des Ersten Weltkriegs konnten die Briten kaum Truppen in Somaliland belassen. Die einheimische Kameltruppe beschränkte sich sonst auf gelegentliche kleinere Aktionen.

## Fünfter Feldzug 1920
Ab 1913 war der Sayyid dabei, in der Region des Shimbiris, wieder auf britischem Territorium eine Reihe von Steinforts zu errichten. Während des Ersten Weltkriegs konnten die Briten kaum Truppen in Somaliland belassen. Die einheimische Kameltruppe (zeribas) beschränkte sich auf gelegentliche kleinere Aktionen.
Zur ersten größeren Kampfhandlung kam es am 3. März 1919 am Ok-Pass nördlich von Burco, wo die Derwische 200 Mann verloren. Im Oktober genehmigte man in London eine erneute größerer Kampagne gegen den Mullah. Diesmal sollte unter Einsatz der neu entwickelten Luftwaffe gegen ihn vorgegangen werden. Sein Aufenthalt wurde in Jidali oder Medishe vermutet. Er verfügte über 1.000 Schützen und 3.000–5.000 mit Speeren bewaffnete Stammesangehörige.
Die Briten organisierten ihre Luftstreitkräfte von acht Maschinen, mit 36 RAF-Offizieren und 189 Mann, als Einheit Z in El Dur Elan. Force B in Las Koreh (Laasqorey), die den Rückzug auf italienisches Gebiet verhindern sollte, bestand aus 766 Mann KAR und 3.000 lokal Ausgehobenen. Force A, im Süden, ein mit 700 Mann berittenes Kamelkorps, sollte den Mullah nordwärts treiben oder auf für ihn feindliches abessinisches Gebiet abdrängen.
Nach einer Warnung durch abgeworfene Flugblätter am 20. Januar 1920, begann am folgenden Tag das Bombardement von Medishe mit De-Havilland-Doppeldeckern (D.H.9). Von den sechs Gestarteten fand nur ein Pilot den Zielort, der acht 20-Pfünder Bomben abwarf. Bereits die erste traf die Gruppe des Mullah, der sich unter einer Zeltbahn aufhielt und tötete seine Schwester. Durch die Bombardements der folgenden Tage sahen sich die Derwische gezwungen, sich in Höhlen und ihrem Fort zu verstecken.
Währenddessen war das Fort von Baran am 24. Januar gefallen. Von Süden kommend rückte das Kamelkorps gegen Jidali vor, wo man am 29. das Fort leer fand, die Derwische waren über Nacht entkommen. Luftaufklärer stellten am 30. fest, dass Medishe in Flammen stand und der Mullah sich in Richtung Taleh abgesetzt hatte. Eine Marineeinheit sollte das Fort in der Küstenstadt Galiabur einnehmen. Dies gelang nach dreitägigen Kämpfen am 6. Februar, damit war der Weg ins italienische Gebiet blockiert.
Die britischen Verfolger erreichten am 8. Februar Taleh, wo sie den Mullah und etwa 80 Mann noch entkommen sahen. Da eine Verfolgung nicht möglich war, erstürmten sie das Fort, wo ihnen wenige Gefangene, aber zahlreiche Gewehre in die Hände fielen. Das nachfolgende Kamelkorps konnte dann die Verfolgung noch aufnehmen und stellte die Derwische nahe Gerrowei. Dabei wurden 44 getötet, fünf der zehn Frauen des Mullahs und neun seiner Kinder gefangen genommen. Bis Ende April gab es noch vereinzelte Gefechte mit Derwischen in Somaliland, aber die Bewegung war effektiv zerschlagen. Der erfolgreiche letzte Feldzug kostete, außer 83.000 £, auf britischer Seite 4 Gefallene, 11 Verwundete und 13 an Krankheiten Gestorbene, dazu kamen 7 Tote beim Kamelkorps.
Der Mullah jedoch gelangte mit etwa 400 seiner Anhänger in das abessinische Imi, wo er sofort mit dem Bau eines Rings von 13 Forts begann. Gleichzeitig eröffnete er Friedensverhandlungen mit den Abessiniern, die sich aber hinzogen. Nach sechstägiger Krankheit starb der Mullah am 23. November 1920, vermutlich an der Spanischen Grippe als freier Mann. Er wird in Somalia noch heute als Poet geschätzt.
Britische Teilnehmer an den Feldzügen erhielten die African General Service Medal zu der, für verschiedene Kampagnen, sechs Spangen ausgegeben wurden.